# Dendrochilum rotundilabium
Dendrochilum rotundilabium är en orkidéart som beskrevs av Louis Otho Otto Williams. Dendrochilum rotundilabium ingår i släktet Dendrochilum och familjen orkidéer. Inga underarter finns listade i Catalogue of Life.